# Monoksa
Monoksa is een geslacht van vliesvleugeligen uit de familie Pteromalidae. De wetenschappelijke naam van dit geslacht is voor het eerst geldig gepubliceerd in 1991 door Boucek.

## Soorten
Het geslacht Monoksa is monotypisch en omvat slechts de volgende soort:
- Monoksa dorsiplana Boucek, 1991